# Nordrhodesia
Nordrhodesia var det tidligere navn på det nuværende Zambia, før landet blev uafhængigt i 1964.
Landet blev dannet i 1911 af Det Sydafrikanske Kompagni som en sammenlægning af det Det nordøstlige Rhodesia og Det nordvestlige Rhodesia. I 1920'erne og 1930'erne udviklede man miner og en stor migration fandt sted. I årene 1953-1963 var Nordrhodesia lagt sammen med kolonierne Nyasaland (Malawi) og Southern Rhodesia (Zimbabwe) i Den Centralafrikanske Føderation.

## Overdragelse til den britiske krone
Efter langvarige forhandlinger overtog den britiske krone den 1. april 1924 provinsens forvaltning. British South Africa Company, der tidligere havde stået for forvaltningen, bibeholdt rettigheder til miner og store landejendomme og fik kontant erstatning for tidligere gjorte forvaltningsudgifter.

## Forfatningsforhold
Provinsen fik den 20. februar 1924 en forfatning, ifølge hvilken den højeste embedsmand blev en guvernør med et udøvende råd ved sin side, en lovgivende forsamling skulle bestå af det tidligere lovgivende råds 5 medlemmer, 4 andre embedsmænd og 5 valgte medlemmer.

## Befolkningsforhold
Der boede i 1923 3.750 europæere i landet, i 1927 7.275 hvoraf 774 i hovedstaden Livingstone.

## Administrativ inddeling
Provinsen blev inddelt i 10 distrikter.

## Næringsliv
Nordrhodesia var yderst rigt på råstoffer. Mineralproduktionen havde i 1926 en værdi af 111.560 pund sterling.
Produktionen af mineraler, malme og metaller i Nordrhodesia i 1939 udgjorde:
Guld ......................................143,933 kg*
Sølv ................................... 1.835,490 kg*
Koboltlegeringer ............................3.906 ton
Kobber (blister) ..........................182.014 ton
(elektrolyt) ...............................29.054 ton
Jernmalm ......................................136 ton
Bly ...........................................160 ton
Manganmalm ..................................2.970 ton
Selen .........................................672 kg
Vanadinsentoxid ...............................674 ton
Zink .......................................12.695 ton
Kalksten ...................................46.133 ton
Glimmer .....................................2.712 kg
*Note: bemærk, at det er ikke en fejl, at der er tre tal bag kommaet.

Kilde: Teknisk Tidskrift 1941, s. 8 (svensk)

### Kobberproduktionen
Gennem den nordlige del af Nordrhodesia strakte sig et mineområde, som blev kaldt kobberbæltet, og det fortsatte over den politiske grænse et godt stykke ind i øvre Katanga; i dette område var kobberudvindingen i Centralafrika koncentreret. Begge områder var meget store producenter. I Nordrhodesia udvandt man i 1960 568.000 ton kobber til en datidig værdi af 132 millioner pund sterling og udgjorde ca. 16 % af den frie verdens kobberforsyning; industrien sysselsatte på daværende tidspunkt 7.500 hvide og 36.100 negre.

## Samfærdsel
Nordrhodesia havde i 1927 814 km jernbane. 37 poststationer besørgede 1,8 millioner forsendelser, og der fandtes 19 telegramstationer med 3.544 km linje.

## Udenrigshandel
Indkomsterne var i 1922-23 258,008 pund sterling og udgifterne 338,983 pund sterling. Udenrigshandelens værdi i 1923 var 0,53 millioner pund sterling for importens og 0,46 millioner pund sterling for eksportens vedkommende. I 1927 indførtes for 2,0 millioner pund sterling og udførtes for 777.891 pund sterling, heraf udgjorde tobak 240.568 pund, kobber 133.115 pund, krom 91.694 pund og bly 88.682 pund sterling.